# Ithaca Hours
La Ithaca HOUR fue una moneda local utilizada en Ithaca, Nueva York, que dejó de circular en la década de 2010. Considerada uno de los sistemas de moneda local más longevos, inspiró iniciativas similares en ciudades como Madison, Wisconsin; Santa Bárbara, California; Corvallis, Oregón; y un sistema propuesto en Lehigh Valley, Pensilvania. Cada Ithaca HOUR equivalía a 10 dólares estadounidenses y se recomendaba como pago por una hora de trabajo, aunque las partes podían negociar libremente su valor.

## Características de la moneda
Las Ithaca HOURS no estaban respaldadas por la moneda nacional y no eran libremente convertibles a dólares estadounidenses, aunque algunos comercios aceptaban comprarlas. Los billetes se imprimían en papel de alta calidad con gráficos difíciles de reproducir y llevaban un número de serie para prevenir falsificaciones.
En 2002, se introdujo un billete de un décimo de hora, gracias al apoyo y financiación de Alternatives Federal Credit Union y a las peticiones de comerciantes que buscaban denominaciones más pequeñas para facilitar transacciones. Estos billetes llevaban las firmas del presidente de Ithaca HOURS, Steve Burke, y del presidente de la cooperativa de crédito AFCU.
La moneda comenzó a caer en desuso por varias razones. La salida de su fundador, Paul Glover, de Ithaca debilitó la promoción y la red de contactos que sostenían el sistema. Además, el aumento de transacciones electrónicas con tarjetas de débito y crédito redujo el uso de efectivo, incluyendo las HOURS. Glover destacó la necesidad de un "networker" a tiempo completo para promover, facilitar y resolver problemas relacionados con la circulación de la moneda.

## Origen
Las Ithaca HOURS fueron creadas por el activista Paul Glover en noviembre de 1991. El sistema tiene raíces históricas en monedas alternativas y scrip que proliferaron en Estados Unidos durante la Gran Depresión.
Glover se inspiró en las "notas de hora" emitidas por el industrial británico Robert Owen en el siglo XIX, que a su vez se basaban en las notas de la "Time Store" de Josiah Warren de 1827.
En mayo de 1991, la estudiante local Patrice Jennings entrevistó a Glover sobre la iniciativa Ithaca LETS. Esta conversación reforzó fuertemente su interés en los sistemas de intercambio. La investigación de Jennings sobre el Ithaca LETS y su fracaso fue fundamental para el desarrollo de la moneda HOUR; las conversaciones entre Jennings y Glover ayudaron a asegurar que HOURS utilizara el conocimiento de lo que no había funcionado con el sistema LETS.